# Xenia puertogalerae
Xenia puertogalerae is een zachte koraalsoort uit de familie Xeniidae. De koraalsoort komt uit het geslacht Xenia. Xenia puertogalerae werd in 1933 voor het eerst wetenschappelijk beschreven door Roxas. 